# Dalbergaria albovinosa
Dalbergaria albovinosa är en tvåhjärtbladig växtart som beskrevs av Wilhelm Freiberg. Dalbergaria albovinosa ingår i släktet Dalbergaria och familjen Gesneriaceae. Inga underarter finns listade i Catalogue of Life.